# Europäische Humanistische Föderation

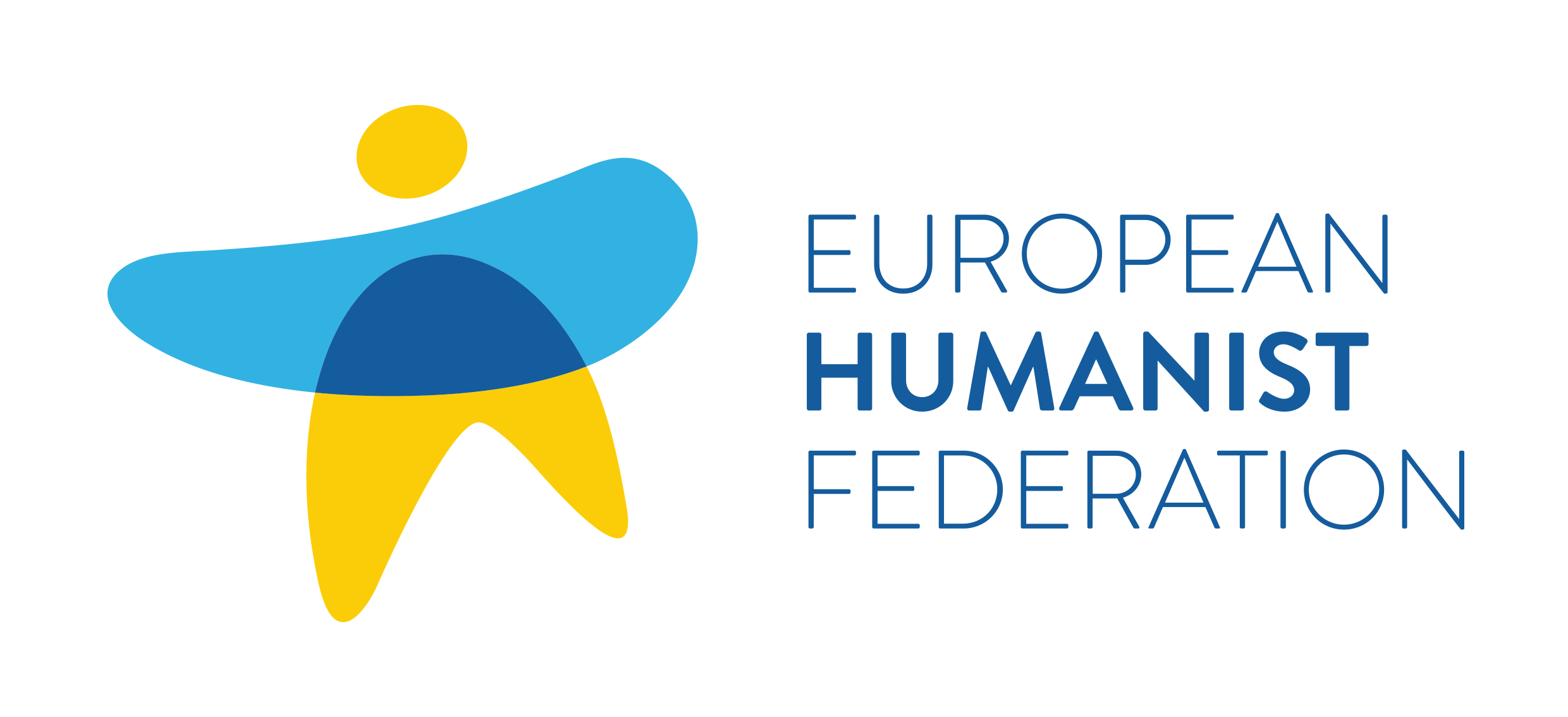
Logo

Die Europäische Humanistische Föderation war ein internationaler Dachverband von nichtreligiösen humanistischen, freidenkerischen und säkularen Organisationen aus Europa. Die EHF existierte von 1991 bis 2022 und hatte ihren Sitz in Brüssel.

## Ziele
Zu den zentralen Anliegen zählte das Eintreten für humanistische Prinzipien, der Erhalt bzw. die Verwirklichung der Trennung von Staat und Kirche, Menschenrechte und gegen die Diskriminierung nichtreligiöser Menschen.
Zu den primären Aufgaben der EHF gehörten laut ihren Statuten die Werbung für humanistische Perspektiven und die darauf fußenden kulturellen, sozialen und ethischen Werte. Zu den weiteren Aufgaben gehören unter anderem die Durchführung von kulturellen, bildenden und wissenschaftlichen Veranstaltungen.
Zu den Arbeitsfeldern gehörten bioethische Fragestellungen, Bildung, Eheschließung und Drogenpolitik.

## Aktivitäten
Um ihre Ziele zu erreichen, arbeitete die EHF mit Abgeordneten des Europäischen Parlaments zusammen und beteiligte sich am Interkulturellen Dialog des Europarates sowie an den Prozessen der Organisation für Sicherheit und Zusammenarbeit in Europa. Die EHF war als Dialogpartner der Europäischen Union anerkannt.

## Aufbau
Der Verband bestand aus rund 50 humanistischen, freidenkerischen und säkularen Organisationen aus rund zwei Dutzend europäischen Staaten. Mitglieder aus dem deutschsprachigen Raum waren unter anderem der Humanistische Verband Deutschlands, die Humanistische Vereinigung, die Freidenker-Vereinigung der Schweiz sowie der Humanistische Verband Österreichs, die Allianz der Humanisten, Atheisten und Agnostiker in Luxemburg und die Giordano Bruno Stiftung. Die EHF hatte ihren Sitz in Brüssel und war als Non-Profit-Organisation von der belgischen Regierung anerkannt.
Höchstes Organ der EHF war die jährlich zusammentretende Generalversammlung, Präsident war von Mai 2020 bis zur Auflösung im Dezember 2022 Michael Bauer.